# 네지메 SC
네지메(아랍어: نادي النجمة الرياضي, 영어: Al-Nejmeh Sporting Club)는 1945년에 창단된 레바논 베이루트의 축구 클럽이다.

## 성적

### 레바논 국내 대회
- 레바논 축구 리그: 우승 9회 (1973, 1975, 2000, 2002, 2004, 2005, 2009, 2014, 2024)
- 레바논 FA컵: 우승 5회 (1971, 1987, 1989, 1997, 1998)
- 레바논 슈퍼컵: 우승 4회 (2000, 2002, 2004, 2009)
- 레바논 엘리트컵: 우승 7회 (1996, 1998, 2001, 2002, 2003, 2004, 2005)

### AFC 주관 대회
- AFC컵: 준우승 1회 (2005)

## 선수 명단

### 현역
참고: FIFA 자격 규정에 따라 소속된 국가대표팀 국기를 표시합니다. 선수는 복수의 FIFA 비회원국 국적을 가지고 있을 수 있습니다.
| 번호 | 포지션 | 국적     | 이름          |
| ---- | ------ | -------- | ------------- |
| 13   | FW     | 잉글랜드 | 고지 우그우   |
| 24   | DF     | 레바논   | 마헤르 사브라 |

| 번호 | 포지션 | 국적 | 이름 |
| ---- | ------ | ---- | ---- |

## 역대 감독
| 감독                | 임기 |
| ------------------- | ---- |
| 오토 피스터         |      |
| 압둘아지즈 압둘샤피 |      |
| 파울루 메네지스     |      |